# MLS is Back Tournament 2020
MLS is Back Tournament 2020 byl turnaj v rámci Major League Soccer 2020, který oslavoval návrat ligového fotbalu po pandemii covidu-19. Všech 26 týmů MLS se zúčastnilo turnaje hraného od 8. července do 11. srpna 2020 za zavřenými dveřmi v ESPN Wide World of Sports Complex ve Walt Disney World Resortu na Floridě. Týmy byly rozděleny do skupin, následovalo bude playoff. Vítěz playoff získal místo v Lize mistrů.
Turnaj celkově ovládl tým Portland Timbers, když ve finále porazili Orlando City SC 2:1.

## Formát
Týmy se začnou na Floridě shromažďovat od 24. června, nesmí ale přijet dříve než 7 dní před svým prvním zápasem. Turnaj začne 8. července skupinovou fází, odehraje se 39 zápasů, následovat bude 15 utkání playoff. Týmy budou rozděleny do 6 skupin podle konferencí, jedna skupina (kam bude nasazeno „domácí“ Orlando) bude obsahovat 6 týmů, zbytek po 4 týmech; každý tým odehraje 3 utkání (první skupina se tudíž neodehraje systémem každý s každým). Do playoff postoupí dva nejlepší týmy každé skupiny a čtyři nejlepší týmy na třetích místech. Jestli zápas playoff skončí nerozhodně, nebude hráno prodloužení, přejde se přímo na penaltový rozstřel. Vítěz se kvalifikuje do Ligy mistrů, čímž propadne místo do LM pro vítěze konference, který nevyhrál MLS Supporters' Shield.
Výsledky základních skupin se započítají do ročníku MLS, který bude po konci turnaje pokračovat.

## Turnaj
V týmu Dallasu bylo před turnajem 10 hráčů a členů realizačního týmu testováno pozitivně na covid-19. První utkání Dallasu (proti Vancouveru) bylo původně odloženo, 6. července ale Dallas odstoupil ze soutěže. Tým Nashvillu vykázal pět pozitivně testovaných a jejich první zápas (proti Chicagu) byl odložen. Situace v Nashvillu se ale ještě zhoršila a tým proto z turnaje odstoupil. Ze skupiny A bylo Chicago přesunuto do skupiny B a vzniklo tak šest skupin po čtyřech týmech. Utkání Toronta a D.C. United bylo odloženo kvůli pozitivnímu nálezu v jednom z týmů.

## Základní část

### Skupina A
| Poř. | Tým                | Z | V | R | P | VG | OG | B |
| ---- | ------------------ | - | - | - | - | -- | -- | - |
| 1.   | Orlando City SC    | 3 | 2 | 1 | 0 | 6  | 3  | 7 |
| 2.   | Philadelphia Union | 3 | 2 | 1 | 0 | 4  | 2  | 7 |
| 3.   | New York City FC   | 3 | 1 | 0 | 2 | 2  | 4  | 3 |
| 4.   | Inter Miami CF     | 3 | 0 | 0 | 3 | 2  | 5  | 0 |

| 9. července 2020 2:00 SELČ    |       |                  |                                                                                               |
| Orlando City SC               | 2 : 1 | Inter Miami CF   | ESPN Wide World of Sports Complex, Bay Lake, Florida diváci: 0 rozhodčí: Rubiel Vazquez (USA) |
| Chris Mueller 70' Nani 90'+7' | [ 7 ] | 47' Juan Agudelo | ESPN Wide World of Sports Complex, Bay Lake, Florida diváci: 0 rozhodčí: Rubiel Vazquez (USA) |

| 9. července 2020 15:00 SELČ |       |                      |                                                                                                   |
| New York City FC            | 0 : 1 | Philadelphia Union   | ESPN Wide World of Sports Complex, Bay Lake, Florida diváci: 0 rozhodčí: Armando Villarreal (USA) |
|                             | [ 8 ] | 63' Alejandro Bedoya | ESPN Wide World of Sports Complex, Bay Lake, Florida diváci: 0 rozhodčí: Armando Villarreal (USA) |

| 15. července 2020 2:00 SELČ |       |                                                       |                                                                                              |
| New York City FC            | 1 : 3 | Orlando City SC                                       | ESPN Wide World of Sports Complex, Bay Lake, Florida diváci: 0 rozhodčí: Robert Sibiga (USA) |
| Jesús Medina 38'            | [ 9 ] | 4' Chris Mueller 10' Chris Mueller 81' Tesho Akindele | ESPN Wide World of Sports Complex, Bay Lake, Florida diváci: 0 rozhodčí: Robert Sibiga (USA) |

| 15. července 2020 4:30 SELČ        |        |                                         |                                                                                                   |
| Philadelphia Union                 | 2 : 1  | Inter Miami CF                          | ESPN Wide World of Sports Complex, Bay Lake, Florida diváci: 0 rozhodčí: Silvio Petrescu (Kanada) |
| Kai Wagner 5' Kacper Przybyłko 63' | [ 10 ] | 36' Rodolfo Pizarro 90'+8' Andres Reyes | ESPN Wide World of Sports Complex, Bay Lake, Florida diváci: 0 rozhodčí: Silvio Petrescu (Kanada) |

| 20. července 2020 15:00 SELČ |        |                           |                                                                                                |
| Inter Miami CF               | 0 : 1  | New York City FC          | ESPN Wide World of Sports Complex, Bay Lake, Florida diváci: 0 rozhodčí: Rosendo Mendoza (USA) |
| Juan Agudelo 90'             | [ 11 ] | 64' Ismael Tajouri-Shradi | ESPN Wide World of Sports Complex, Bay Lake, Florida diváci: 0 rozhodčí: Rosendo Mendoza (USA) |

| 21. července 2020 2:00 SELČ |        |                      |                                                                                               |
| Philadelphia Union          | 1 : 1  | Orlando City SC      | ESPN Wide World of Sports Complex, Bay Lake, Florida diváci: 0 rozhodčí: Rubiel Vazquez (USA) |
| Ilsinho 68'                 | [ 12 ] | 70' Mauricio Pereyra | ESPN Wide World of Sports Complex, Bay Lake, Florida diváci: 0 rozhodčí: Rubiel Vazquez (USA) |

### Skupina B
| Poř. | Tým                    | Z | V | R | P | VG | OG | B |
| ---- | ---------------------- | - | - | - | - | -- | -- | - |
| 1.   | San Jose Earthquakes   | 3 | 2 | 1 | 0 | 6  | 3  | 7 |
| 2.   | Seattle Sounders FC    | 3 | 1 | 1 | 1 | 4  | 2  | 4 |
| 3.   | Vancouver Whitecaps FC | 3 | 1 | 0 | 2 | 5  | 7  | 3 |
| 4.   | Chicago Fire           | 3 | 1 | 0 | 2 | 2  | 5  | 3 |

| 11. července 2020 3:00 SELČ |        |                      |                                                                                                |
| Seattle Sounders FC         | 0 : 0  | San Jose Earthquakes | ESPN Wide World of Sports Complex, Bay Lake, Florida diváci: 0 rozhodčí: Drew Fischer (Kanada) |
|                             | [ 13 ] |                      | ESPN Wide World of Sports Complex, Bay Lake, Florida diváci: 0 rozhodčí: Drew Fischer (Kanada) |

| 23. července 2020 15:00 SELČ |        |                                     |                                                                                                   |
| Chicago Fire                 | 0 : 2  | Vancouver Whitecaps FC              | ESPN Wide World of Sports Complex, Bay Lake, Florida diváci: 0 rozhodčí: Armando Villarreal (USA) |
|                              | [ 14 ] | 65' Yordy Reyna 71' Cristián Dájome | ESPN Wide World of Sports Complex, Bay Lake, Florida diváci: 0 rozhodčí: Armando Villarreal (USA) |

| 14. července 2020 15:00 SELČ         |        |                     |                                                                                                |
| Chicago Fire                         | 2 : 1  | Seattle Sounders FC | ESPN Wide World of Sports Complex, Bay Lake, Florida diváci: 0 rozhodčí: Rosendo Mendoza (USA) |
| Robert Berić 52' Mauricio Pineda 84' | [ 15 ] | 77' Handwalla Bwana | ESPN Wide World of Sports Complex, Bay Lake, Florida diváci: 0 rozhodčí: Rosendo Mendoza (USA) |

| 16. července 2020 3:00 SELČ                 |        |                                                                               |                                                                                                   |
| Vancouver Whitecaps FC                      | 3 : 4  | San Jose Earthquakes                                                          | ESPN Wide World of Sports Complex, Bay Lake, Florida diváci: 0 rozhodčí: Marcos de Oliveira (USA) |
| Ali Adnan 7' Judson 22' Cristián Dájome 59' | [ 16 ] | 45'+2' Andy Rios 72' Chris Wondolowski 81' Oswaldo Alanís 90'+8' Shea Salinas | ESPN Wide World of Sports Complex, Bay Lake, Florida diváci: 0 rozhodčí: Marcos de Oliveira (USA) |

| 20. července 2020 2:00 SELČ |        |                                             |                                                                                             |
| Chicago Fire                | 0 : 2  | San Jose Earthquakes                        | ESPN Wide World of Sports Complex, Bay Lake, Florida diváci: 0 rozhodčí: Ramy Touchan (USA) |
|                             | [ 17 ] | 56' Cristian Espinoza 83' Chris Wondolowski | ESPN Wide World of Sports Complex, Bay Lake, Florida diváci: 0 rozhodčí: Ramy Touchan (USA) |

| 20. července 2020 4:30 SELČ                                   |        |                        |                                                                                              |
| Seattle Sounders FC                                           | 3 : 0  | Vancouver Whitecaps FC | ESPN Wide World of Sports Complex, Bay Lake, Florida diváci: 0 rozhodčí: Robert Sibiga (USA) |
| Nicolás Lodeiro 16' (pen.) Jordan Morris 34' Raul Ruidiaz 51' | [ 18 ] |                        | ESPN Wide World of Sports Complex, Bay Lake, Florida diváci: 0 rozhodčí: Robert Sibiga (USA) |

### Skupina C
| Poř. | Tým                    | Z | V | R | P | VG | OG | B |
| ---- | ---------------------- | - | - | - | - | -- | -- | - |
| 1.   | Toronto FC             | 3 | 1 | 2 | 0 | 6  | 5  | 5 |
| 2.   | New England Revolution | 3 | 1 | 2 | 0 | 2  | 1  | 5 |
| 3.   | Montreal Impact        | 3 | 1 | 0 | 2 | 4  | 5  | 3 |
| 4.   | D.C. United            | 3 | 0 | 2 | 1 | 3  | 4  | 2 |

| 10. července 2020 2:00 SELČ |        |                        |                                                                                               |
| Montreal Impact             | 0 : 1  | New England Revolution | ESPN Wide World of Sports Complex, Bay Lake, Florida diváci: 0 rozhodčí: Guido Gonzales (USA) |
|                             | [ 19 ] | 56' Gustavo Bou        | ESPN Wide World of Sports Complex, Bay Lake, Florida diváci: 0 rozhodčí: Guido Gonzales (USA) |

| 13. července 2020 15:00 SELČ    |        |                                                                    |                                                                                              |
| Toronto FC                      | 2 : 2  | D.C. United                                                        | ESPN Wide World of Sports Complex, Bay Lake, Florida diváci: 0 rozhodčí: Fotis Bazakos (USA) |
| Ayo Akinola 12' Ayo Akinola 44' | [ 20 ] | 45'+6' Junior Moreno 84' Federico Higuaín 90'+1' Frederic Brillant | ESPN Wide World of Sports Complex, Bay Lake, Florida diváci: 0 rozhodčí: Fotis Bazakos (USA) |

| 17. července 2020 2:00 SELČ                                            |        |                                                                  | |
| Montreal Impact                                                        | 3 : 4  | Toronto FC                                                       | ESPN Wide World of Sports Complex, Bay Lake, Florida diváci: 0 rozhodčí: Jair Antonio Maruffo (USA) |
| Romell Quioto 14' Saphir Taïder 37' (pen.) Saphir Taïder 90'+5' (pen.) | [ 21 ] | 8' Richie Laryea 25' Ayo Akinola 37' Ayo Akinola 83' Ayo Akinola | ESPN Wide World of Sports Complex, Bay Lake, Florida diváci: 0 rozhodčí: Jair Antonio Maruffo (USA) |

| 18. července 2020 2:00 SELČ |        |                        |                                                                                                 |
| D.C. United                 | 1 : 1  | New England Revolution | ESPN Wide World of Sports Complex, Bay Lake, Florida diváci: 0 rozhodčí: Joseph Dickerson (USA) |
| Federico Higuaín 72'        | [ 22 ] | 51' Adam Buksa         | ESPN Wide World of Sports Complex, Bay Lake, Florida diváci: 0 rozhodčí: Joseph Dickerson (USA) |

| 21. července 2020 15:00 SELČ |        |                        | |
| Toronto FC                   | 0 : 0  | New England Revolution | ESPN Wide World of Sports Complex, Bay Lake, Florida diváci: 0 rozhodčí: Jair Antonio Maruffo (USA) |
|                              | [ 23 ] |                        | ESPN Wide World of Sports Complex, Bay Lake, Florida diváci: 0 rozhodčí: Jair Antonio Maruffo (USA) |

| 22. července 2020 4:30 SELČ |        |             |                                                                                               |
| Montreal Impact             | 1 : 0  | D.C. United | ESPN Wide World of Sports Complex, Bay Lake, Florida diváci: 0 rozhodčí: Alex Chilowicz (USA) |
| Saphir Taïder 31'           | [ 24 ] |             | ESPN Wide World of Sports Complex, Bay Lake, Florida diváci: 0 rozhodčí: Alex Chilowicz (USA) |

### Skupina D
| Poř. | Tým                  | Z | V | R | P | VG | OG | B |
| ---- | -------------------- | - | - | - | - | -- | -- | - |
| 1.   | Sporting Kansas City | 3 | 2 | 0 | 1 | 6  | 4  | 6 |
| 2.   | Minnesota United FC  | 3 | 1 | 2 | 0 | 4  | 3  | 5 |
| 3.   | Real Salt Lake       | 3 | 1 | 1 | 1 | 2  | 2  | 4 |
| 4.   | Colorado Rapids      | 3 | 0 | 1 | 2 | 4  | 7  | 1 |

| 13. července 2020 2:10 SELČ     |        |                                                |                                                                                                 |
| Sporting Kansas City            | 1 : 2  | Minnesota United FC                            | ESPN Wide World of Sports Complex, Bay Lake, Florida diváci: 0 rozhodčí: Joseph Dickerson (USA) |
| Khily Shelton 43' Tim Melia 74' | [ 25 ] | 90'+2' (vl.) Khily Shelton 90'+7' Kevin Molino | ESPN Wide World of Sports Complex, Bay Lake, Florida diváci: 0 rozhodčí: Joseph Dickerson (USA) |

| 13. července 2020 4:30 SELČ          |        |                 | |
| Real Salt Lake                       | 2 : 0  | Colorado Rapids | ESPN Wide World of Sports Complex, Bay Lake, Florida diváci: 0 rozhodčí: Jair Antonio Maruffo (USA) |
| Albert Rusnák 27' Damir Kreilach 76' | [ 26 ] |                 | ESPN Wide World of Sports Complex, Bay Lake, Florida diváci: 0 rozhodčí: Jair Antonio Maruffo (USA) |

| 18. července 2020 2:00 SELČ                                 |        |                                                                     |                                                                                                |
| Sporting Kansas City                                        | 3 : 2  | Colorado Rapids                                                     | ESPN Wide World of Sports Complex, Bay Lake, Florida diváci: 0 rozhodčí: David Gantar (Kanada) |
| Khiry Shelton 65' Alan Pulido 72' (pen.) Graham Zusi 90'+1' | [ 27 ] | 6' Kellyn Acosta 61' Danny Wilson 73' Jack Price 84' Jonathan Lewis | ESPN Wide World of Sports Complex, Bay Lake, Florida diváci: 0 rozhodčí: David Gantar (Kanada) |

| 18. července 2020 4:30 SELČ |        |                     |                                                                                               |
| Real Salt Lake              | 0 : 0  | Minnesota United FC | ESPN Wide World of Sports Complex, Bay Lake, Florida diváci: 0 rozhodčí: Alex Chilowicz (USA) |
|                             | [ 28 ] |                     | ESPN Wide World of Sports Complex, Bay Lake, Florida diváci: 0 rozhodčí: Alex Chilowicz (USA) |

| 22. července 2020 15:00 SELČ |        |                                       |                                                                                              |
| Real Salt Lake               | 0 : 2  | Sporting Kansas City                  | ESPN Wide World of Sports Complex, Bay Lake, Florida diváci: 0 rozhodčí: Fotis Bazakos (USA) |
|                              | [ 29 ] | 1' Johnny Russell 86' Gerso Fernandes | ESPN Wide World of Sports Complex, Bay Lake, Florida diváci: 0 rozhodčí: Fotis Bazakos (USA) |

| 23. července 2020 4:30 SELČ       |        |                                   |                                                                                               |
| Colorado Rapids                   | 2 : 2  | Minnesota United FC               | ESPN Wide World of Sports Complex, Bay Lake, Florida diváci: 0 rozhodčí: Guido Gonzales (USA) |
| Kei Kamara 19' Jonathan Lewis 59' | [ 30 ] | 36' Ethan Finlay 43' Ethan Finlay | ESPN Wide World of Sports Complex, Bay Lake, Florida diváci: 0 rozhodčí: Guido Gonzales (USA) |

### Skupina E
| Poř. | Tým                | Z | V | R | P | VG | OG | B |
| ---- | ------------------ | - | - | - | - | -- | -- | - |
| 1.   | Columbus Crew SC   | 3 | 3 | 0 | 0 | 7  | 0  | 9 |
| 2.   | FC Cincinnati      | 3 | 2 | 0 | 1 | 3  | 4  | 6 |
| 3.   | New York Red Bulls | 3 | 1 | 0 | 2 | 1  | 4  | 3 |
| 4.   | Atlanta United FC  | 3 | 0 | 0 | 3 | 0  | 3  | 0 |

| 12. července 2020 2:45 SELČ |        |                    |                                                                                              |
| Atlanta United FC           | 0 : 1  | New York Red Bulls | ESPN Wide World of Sports Complex, Bay Lake, Florida diváci: 0 rozhodčí: Allen Chapman (USA) |
|                             | [ 31 ] | 4' Florian Valot   | ESPN Wide World of Sports Complex, Bay Lake, Florida diváci: 0 rozhodčí: Allen Chapman (USA) |

| 12. července 2020 5:20 SELČ |        |                                                                           |                                                                                              |
| FC Cincinnati               | 0 : 4  | Columbus Crew SC                                                          | ESPN Wide World of Sports Complex, Bay Lake, Florida diváci: 0 rozhodčí: Ismail Elfath (USA) |
|                             | [ 32 ] | 27' Lucas Zelarayán 30' Gyasi Zardes 49' Gyasi Zardes 60' Youness Mokhtar | ESPN Wide World of Sports Complex, Bay Lake, Florida diváci: 0 rozhodčí: Ismail Elfath (USA) |

| 16. července 2020 15:00 SELČ              |        |                   |                                                                                             |
| Atlanta United FC                         | 0 : 1  | FC Cincinnati     | ESPN Wide World of Sports Complex, Bay Lake, Florida diváci: 0 rozhodčí: Victor Rivas (USA) |
| Jake Mulraney 26' Jerome Williams 90'+10' | [ 33 ] | 76' Frankie Amaya | ESPN Wide World of Sports Complex, Bay Lake, Florida diváci: 0 rozhodčí: Victor Rivas (USA) |

| 17. července 2020 4:30 SELČ          |        |                    |                                                                                             |
| Columbus Crew SC                     | 2 : 0  | New York Red Bulls | ESPN Wide World of Sports Complex, Bay Lake, Florida diváci: 0 rozhodčí: Ramy Touchan (USA) |
| Gyasi Zardes 22' Lucas Zelarayán 47' | [ 34 ] |                    | ESPN Wide World of Sports Complex, Bay Lake, Florida diváci: 0 rozhodčí: Ramy Touchan (USA) |

| 22. července 2020 2:00 SELČ |        |                     |                                                                                         |
| Atlanta United FC           | 0 : 1  | Columbus Crew SC    | ESPN Wide World of Sports Complex, Bay Lake, Florida diváci: 0 rozhodčí: Tim Ford (USA) |
|                             | [ 35 ] | 18' Youness Mokhtar | ESPN Wide World of Sports Complex, Bay Lake, Florida diváci: 0 rozhodčí: Tim Ford (USA) |

| 23. července 2020 2:00 SELČ           |        |                    |                                                                                                   |
| FC Cincinnati                         | 2 : 0  | New York Red Bulls | ESPN Wide World of Sports Complex, Bay Lake, Florida diváci: 0 rozhodčí: Marcos de Oliveira (USA) |
| Júja Kubo 43' Florian Valot 56' (vl.) | [ 36 ] |                    | ESPN Wide World of Sports Complex, Bay Lake, Florida diváci: 0 rozhodčí: Marcos de Oliveira (USA) |

### Skupina F
| Poř. | Tým                | Z | V | R | P | VG | OG | B |
| ---- | ------------------ | - | - | - | - | -- | -- | - |
| 1.   | Portland Timbers   | 3 | 2 | 1 | 0 | 6  | 4  | 7 |
| 2.   | Los Angeles FC     | 3 | 1 | 2 | 0 | 11 | 7  | 5 |
| 3.   | Houston Dynamo     | 3 | 0 | 2 | 1 | 5  | 6  | 2 |
| 4.   | Los Angeles Galaxy | 3 | 0 | 1 | 2 | 4  | 9  | 1 |

| 14. července 2020 2:00 SELČ                                     |        |                                                          |                                                                                         |
| Los Angeles FC                                                  | 3 : 3  | Houston Dynamo                                           | ESPN Wide World of Sports Complex, Bay Lake, Florida diváci: 0 rozhodčí: Tim Ford (USA) |
| Bradley Wright-Phillips 19' Diego Rossi 63' Brian Rodriguez 69' | [ 37 ] | 9' Memo Rodriguez 30' Memo Rodriguez 45'+5' Alberth Elis | ESPN Wide World of Sports Complex, Bay Lake, Florida diváci: 0 rozhodčí: Tim Ford (USA) |

| 14. července 2020 4:30 SELČ |        |                                                            |                                                                                             |
| Los Angeles Galaxy          | 1 : 2  | Portland Timbers                                           | ESPN Wide World of Sports Complex, Bay Lake, Florida diváci: 0 rozhodčí: Ramy Touchan (USA) |
| Chicharito 88'              | [ 38 ] | 59' Jeremy Ebobisse 66' Sebastian Blanco 75' Dario Zuparić | ESPN Wide World of Sports Complex, Bay Lake, Florida diváci: 0 rozhodčí: Ramy Touchan (USA) |

| 19. července 2020 2:00 SELČ          |        |                                          |                                                                                              |
| Portland Timbers                     | 2 : 1  | Houston Dynamo                           | ESPN Wide World of Sports Complex, Bay Lake, Florida diváci: 0 rozhodčí: Ismail Elfath (USA) |
| Jeremy Ebobisse 35' Diego Valeri 61' | [ 39 ] | 86' (pen.) Alberth Elis 88' Alberth Elis | ESPN Wide World of Sports Complex, Bay Lake, Florida diváci: 0 rozhodčí: Ismail Elfath (USA) |

| 19. července 2020 4:30 SELČ                                                                                                   |        |                                                   |                                                                                              |
| Los Angeles FC | 6 : 2  | Los Angeles Galaxy                                | ESPN Wide World of Sports Complex, Bay Lake, Florida diváci: 0 rozhodčí: Allen Chapman (USA) |
| Diego Rossi 13' (pen.) Diego Rossi 45'+2' Bradley Wright-Phillips 56' Diego Rossi 75' Mohamed El-Munir 80' Diego Rossi 90'+2' | [ 40 ] | 5' (vl.) Latif Blessing 31' (pen.) Cristian Pavón | ESPN Wide World of Sports Complex, Bay Lake, Florida diváci: 0 rozhodčí: Allen Chapman (USA) |

| 24. července 2020 2:00 SELČ  |        |                     |                                                                                             |
| Los Angeles Galaxy           | 1 : 1  | Houston Dynamo      | ESPN Wide World of Sports Complex, Bay Lake, Florida diváci: 0 rozhodčí: Victor Rivas (USA) |
| Cristian Pavón 90'+1' (pen.) | [ 41 ] | 17' Darwin Quintero | ESPN Wide World of Sports Complex, Bay Lake, Florida diváci: 0 rozhodčí: Victor Rivas (USA) |

| 24. července 2020 4:30 SELČ                       |        |                                          |                                                                                                |
| Los Angeles FC                                    | 2 : 2  | Portland Timbers                         | ESPN Wide World of Sports Complex, Bay Lake, Florida diváci: 0 rozhodčí: Drew Fischer (Kanada) |
| Bradley Wright-Phillips 36' Mark-Anthony Kaye 40' | [ 42 ] | 7' Jarosław Niezgoda 81' Jeremy Ebobisse | ESPN Wide World of Sports Complex, Bay Lake, Florida diváci: 0 rozhodčí: Drew Fischer (Kanada) |

### Tabulka třetích týmů
| Poř. | Tým                         | Z | V | R | P | VG | OG | B |
| ---- | --------------------------- | - | - | - | - | -- | -- | - |
| 1.   | Real Salt Lake (3D)         | 3 | 1 | 1 | 1 | 2  | 2  | 4 |
| 2.   | Montreal Impact (3C)        | 3 | 1 | 0 | 2 | 4  | 5  | 3 |
| 3.   | Vancouver Whitecaps FC (3B) | 3 | 1 | 0 | 2 | 5  | 7  | 3 |
| 4.   | New York City FC (3A)       | 3 | 1 | 0 | 2 | 2  | 4  | 3 |
| 5.   | New York Red Bulls (3E)     | 3 | 1 | 0 | 2 | 1  | 4  | 3 |
| 6.   | Houston Dynamo (3F)         | 3 | 0 | 2 | 1 | 5  | 6  | 2 |

## Playoff
|  | Osmifinále             | Osmifinále           |                      |       | Čtvrtfinále | Čtvrtfinále |  |  | Semifinále | Semifinále |  |  | Finále | Finále |
|  |                        |                      |                      |       |             |             |  |  |            |            |  |  |        |        |
|  |                        |                      |                      |       |             |             |  |  |            |            |  |  |        |        |
|  |                        |                      |                      |       |             |             |  |  |            |            |  |  |        |        |
|  | Philadelphia Union     | 1                    |                      |       |             |             |  |  |            |            |  |  |        |        |
|  | Philadelphia Union     | 1                    |                      |       |             |             |  |  |            |            |  |  |        |        |
|  | New England Revolution | 0                    |                      |       |             |             |  |  |            |            |  |  |        |        |
|  | New England Revolution | 0                    | Philadelphia Union   | 3     |             |             |  |  |            |            |  |  |        |        |
|  |                        |                      | Philadelphia Union   | 3     |             |             |  |  |            |            |  |  |        |        |
|  |                        | Sporting Kansas City | 1                    |       |             |             |  |  |            |            |  |  |        |        |
|  | Sporting Kansas City   | Sporting Kansas City | 1                    | 0 (3) |             |             |  |  |            |            |  |  |        |        |
|  | Sporting Kansas City   |                      |                      | 0 (3) |             |             |  |  |            |            |  |  |        |        |
|  | Vancouver Whitecaps FC | 0 (1)                |                      |       |             |             |  |  |            |            |  |  |        |        |
|  | Vancouver Whitecaps FC | 0 (1)                | Philadelphia Union   | 1     |             |             |  |  |            |            |  |  |        |        |
|  |                        |                      | Philadelphia Union   | 1     |             |             |  |  |            |            |  |  |        |        |
|  |                        | Portland Timbers     | 2                    |       |             |             |  |  |            |            |  |  |        |        |
|  | Toronto FC             | Portland Timbers     | 2                    | 1     |             |             |  |  |            |            |  |  |        |        |
|  | Toronto FC             |                      |                      | 1     |             |             |  |  |            |            |  |  |        |        |
|  | New York City FC       | 3                    |                      |       |             |             |  |  |            |            |  |  |        |        |
|  | New York City FC       | 3                    | New York City FC     | 1     |             |             |  |  |            |            |  |  |        |        |
|  |                        |                      | New York City FC     | 1     |             |             |  |  |            |            |  |  |        |        |
|  |                        | Portland Timbers     | 3                    |       |             |             |  |  |            |            |  |  |        |        |
|  | Portland Timbers       | Portland Timbers     | 3                    | 1 (4) |             |             |  |  |            |            |  |  |        |        |
|  | Portland Timbers       |                      |                      | 1 (4) |             |             |  |  |            |            |  |  |        |        |
|  | FC Cincinnati          | 1 (2)                |                      |       |             |             |  |  |            |            |  |  |        |        |
|  | FC Cincinnati          | 1 (2)                | Portland Timbers     | 2     |             |             |  |  |            |            |  |  |        |        |
|  |                        |                      | Portland Timbers     | 2     |             |             |  |  |            |            |  |  |        |        |
|  |                        | Orlando City SC      | 1                    |       |             |             |  |  |            |            |  |  |        |        |
|  | Orlando City SC        | Orlando City SC      | 1                    | 1     |             |             |  |  |            |            |  |  |        |        |
|  | Orlando City SC        |                      |                      | 1     |             |             |  |  |            |            |  |  |        |        |
|  | Montreal Impact        | 0                    |                      |       |             |             |  |  |            |            |  |  |        |        |
|  | Montreal Impact        | 0                    | Orlando City SC      | 1 (5) |             |             |  |  |            |            |  |  |        |        |
|  |                        |                      | Orlando City SC      | 1 (5) |             |             |  |  |            |            |  |  |        |        |
|  |                        | Los Angeles FC       | 1 (4)                |       |             |             |  |  |            |            |  |  |        |        |
|  | Seattle Sounders FC    | Los Angeles FC       | 1 (4)                | 1     |             |             |  |  |            |            |  |  |        |        |
|  | Seattle Sounders FC    |                      |                      | 1     |             |             |  |  |            |            |  |  |        |        |
|  | Los Angeles FC         | 4                    |                      |       |             |             |  |  |            |            |  |  |        |        |
|  | Los Angeles FC         | 4                    | Orlando City SC      | 3     |             |             |  |  |            |            |  |  |        |        |
|  |                        |                      | Orlando City SC      | 3     |             |             |  |  |            |            |  |  |        |        |
|  |                        | Minnesota United FC  | 1                    |       |             |             |  |  |            |            |  |  |        |        |
|  | San Jose Earthquakes   | Minnesota United FC  | 1                    | 5     |             |             |  |  |            |            |  |  |        |        |
|  | San Jose Earthquakes   |                      |                      | 5     |             |             |  |  |            |            |  |  |        |        |
|  | Real Salt Lake         | 2                    |                      |       |             |             |  |  |            |            |  |  |        |        |
|  | Real Salt Lake         | 2                    | San Jose Earthquakes | 1     |             |             |  |  |            |            |  |  |        |        |
|  |                        |                      | San Jose Earthquakes | 1     |             |             |  |  |            |            |  |  |        |        |
|  |                        | Minnesota United FC  | 4                    |       |             |             |  |  |            |            |  |  |        |        |
|  | Columbus Crew SC       | Minnesota United FC  | 4                    | 1 (3) |             |             |  |  |            |            |  |  |        |        |
|  | Columbus Crew SC       |                      |                      | 1 (3) |             |             |  |  |            |            |  |  |        |        |
|  | Minnesota United FC    | 1 (5)                |                      |       |             |             |  |  |            |            |  |  |        |        |
|  | Minnesota United FC    | 1 (5)                |                      |       |             |             |  |  |            |            |  |  |        |        |

### Osmifinále
| 26. července 2020 2:00 SELČ |        |                 |                                                                                                   |
| Orlando City SC             | 1 : 0  | Montreal Impact | ESPN Wide World of Sports Complex, Bay Lake, Florida diváci: 0 rozhodčí: Marcos de Oliveira (USA) |
| Tesho Akindele 60'          | [ 43 ] |                 | ESPN Wide World of Sports Complex, Bay Lake, Florida diváci: 0 rozhodčí: Marcos de Oliveira (USA) |

| 26. července 2020 4:30 SELČ |        |                        |                                                                                              |
| Philadelphia Union          | 1 : 0  | New England Revolution | ESPN Wide World of Sports Complex, Bay Lake, Florida diváci: 0 rozhodčí: Ismail Elfath (USA) |
| Sergio Santos 63'           | [ 44 ] |                        | ESPN Wide World of Sports Complex, Bay Lake, Florida diváci: 0 rozhodčí: Ismail Elfath (USA) |

| 27. července 2020 2:30 SELČ |        |                                                           |                                                                                               |
| Toronto FC                  | 1 : 3  | New York City FC                                          | ESPN Wide World of Sports Complex, Bay Lake, Florida diváci: 0 rozhodčí: Alex Chilowicz (USA) |
| Patrick Mullins 87'         | [ 45 ] | 5' Jesús Medina 55' Valentin Castellanos 81' Maxi Moralez | ESPN Wide World of Sports Complex, Bay Lake, Florida diváci: 0 rozhodčí: Alex Chilowicz (USA) |

| 27. července 2020 5:00 SELČ |        |                        |                                                                                             |
| Sporting Kansas City        | 0 : 0  | Vancouver Whitecaps FC | ESPN Wide World of Sports Complex, Bay Lake, Florida diváci: 0 rozhodčí: Victor Rivas (USA) |
|                             | [ 46 ] |                        | ESPN Wide World of Sports Complex, Bay Lake, Florida diváci: 0 rozhodčí: Victor Rivas (USA) |

|                             |       | Penaltový rozstřel           |  |
| Pulido Sánchez Sallói Busio | 3 : 1 | Dájome Owusu Cornelius Reyna |  |

| 28. července 2020 2:30 SELČ                                                                                                 |        |                                                                                 |                                                                                                |
| San Jose Earthquakes | 5 : 2  | Real Salt Lake                                                                  | ESPN Wide World of Sports Complex, Bay Lake, Florida diváci: 0 rozhodčí: Drew Fischer (Kanada) |
| Cristian Espinoza 21' Magnus Eriksson 49' (pen.) Valeri Qazaishvili 61' Chris Wondolowski 86' Magnus Eriksson 90'+6' (pen.) | [ 47 ] | 22' Douglas Martinez 75' Damir Kreilach 84' Marcelo Silva 90'+7' Kyle Beckerman | ESPN Wide World of Sports Complex, Bay Lake, Florida diváci: 0 rozhodčí: Drew Fischer (Kanada) |

| 28. července 2020 5:00 SELČ |        |                                                                               | |
| Seattle Sounders FC         | 1 : 4  | Los Angeles FC                                                                | ESPN Wide World of Sports Complex, Bay Lake, Florida diváci: 0 rozhodčí: Jair Antonio Maruffo (USA) |
| Will Bruin 75'              | [ 48 ] | 14' (pen.) Diego Rossi 39' Latif Blessing 82' Diego Rossi 89' Brian Rodríguez | ESPN Wide World of Sports Complex, Bay Lake, Florida diváci: 0 rozhodčí: Jair Antonio Maruffo (USA) |

| 29. července 2020 2:00 SELČ |        |                     |                                                                                              |
| Columbus Crew SC            | 1 : 1  | Minnesota United FC | ESPN Wide World of Sports Complex, Bay Lake, Florida diváci: 0 rozhodčí: Allen Chapman (USA) |
| Gyasi Zardes 79'            | [ 49 ] | 18' Robin Lod       | ESPN Wide World of Sports Complex, Bay Lake, Florida diváci: 0 rozhodčí: Allen Chapman (USA) |

|                             |       | Penaltový rozstřel                      |  |
| Adi Santos Cadden Zelarayán | 3 : 5 | Alonso Greguš Schoenfeld Edwards Gasper |  |

| 29. července 2020 4:30 SELČ |        |                           |                                                                                                   |
| Portland Timbers            | 1 : 1  | FC Cincinnati             | ESPN Wide World of Sports Complex, Bay Lake, Florida diváci: 0 rozhodčí: Armando Villarreal (USA) |
| Jarosław Niezgoda 67'       | [ 50 ] | 81' (pen.) Jürgen Locadia | ESPN Wide World of Sports Complex, Bay Lake, Florida diváci: 0 rozhodčí: Armando Villarreal (USA) |

|                             |       | Penaltový rozstřel          |  |
| Valeri Mora Blanco Niezgoda | 4 : 2 | de Jong Cruz Locadia Waston |  |

### Čtvrtfinále
| 31. července 2020 2:00 SELČ                             |        |                      |                                                                                             |
| Philadelphia Union                                      | 3 : 1  | Sporting Kansas City | ESPN Wide World of Sports Complex, Bay Lake, Florida diváci: 0 rozhodčí: Ramy Touchan (USA) |
| Jamiro Monteiro 24' Sergio Santos 26' Sergio Santos 39' | [ 51 ] | 45'+1' Alan Pulido   | ESPN Wide World of Sports Complex, Bay Lake, Florida diváci: 0 rozhodčí: Ramy Touchan (USA) |

| 1. srpna 2020 1:30 SELČ |        |                             |                                                                                                 |
| Orlando City SC         | 1 : 1  | Los Angeles FC              | ESPN Wide World of Sports Complex, Bay Lake, Florida diváci: 0 rozhodčí: Joseph Dickerson (USA) |
| João Moutinho 90'       | [ 52 ] | 60' Bradley Wright-Phillips | ESPN Wide World of Sports Complex, Bay Lake, Florida diváci: 0 rozhodčí: Joseph Dickerson (USA) |

|                                         |       | Penaltový rozstřel                      |  |
| Pereyra Kyle Smith Moutinho Carlos Nani | 5 : 4 | Ginella Harvey Rossi Rodríguez Blessing |  |

| 2. srpna 2020 2:00 SELČ    |        |                                                                      | |
| San Jose Earthquakes       | 1 : 4  | Minnesota United FC                                                  | ESPN Wide World of Sports Complex, Bay Lake, Florida diváci: 0 rozhodčí: Jair Antonio Maruffo (USA) |
| Magnus Eriksson 50' (pen.) | [ 53 ] | 20' Robin Lod 21' Jacori Hayes 56' Luis Amarilla 86' Marlon Hairston | ESPN Wide World of Sports Complex, Bay Lake, Florida diváci: 0 rozhodčí: Jair Antonio Maruffo (USA) |

| 2. srpna 2020 4:30 SELČ |        |                                                     |                                                                                              |
| New York City FC        | 1 : 3  | Portland Timbers                                    | ESPN Wide World of Sports Complex, Bay Lake, Florida diváci: 0 rozhodčí: Allen Chapman (USA) |
| Jesús Medina 27' (pen.) | [ 54 ] | 43' Sebastian Blanco 65' Diego Valeri 76' Andy Polo | ESPN Wide World of Sports Complex, Bay Lake, Florida diváci: 0 rozhodčí: Allen Chapman (USA) |

### Semifinále
| 6. srpna 2020 2:00 SELČ |        |                                          |                                                                                              |
| Philadelphia Union      | 1 : 2  | Portland Timbers                         | ESPN Wide World of Sports Complex, Bay Lake, Florida diváci: 0 rozhodčí: Allen Chapman (USA) |
| Andrew Wooten 85'       | [ 55 ] | 13' Jeremy Ebobisse 70' Sebastian Blanco | ESPN Wide World of Sports Complex, Bay Lake, Florida diváci: 0 rozhodčí: Allen Chapman (USA) |

| 7. srpna 2020 2:00 SELČ               |        |                     |                                                                                                |
| Orlando City SC                       | 3 : 1  | Minnesota United FC | ESPN Wide World of Sports Complex, Bay Lake, Florida diváci: 0 rozhodčí: Drew Fischer (Kanada) |
| Nani 36' Nani 42' Benji Michel 90'+6' | [ 56 ] | 83' Mason Toye      | ESPN Wide World of Sports Complex, Bay Lake, Florida diváci: 0 rozhodčí: Drew Fischer (Kanada) |

### Finále
| 12. srpna 2020 2:00 SELČ             |        |                      |                                                                                              |
| Portland Timbers                     | 2 : 1  | Orlando City SC      | ESPN Wide World of Sports Complex, Bay Lake, Florida diváci: 2 rozhodčí: Ismail Elfath (USA) |
| Larrys Mabiala 27' Dario Župarić 66' | [ 58 ] | 39' Mauricio Pereyra | ESPN Wide World of Sports Complex, Bay Lake, Florida diváci: 2 rozhodčí: Ismail Elfath (USA) |

| Portland Timbers | Orlando City SC |

| GK                | 12 | Steve Clark       |     |       |
| RB                | 15 | Chris Duvall      |     |       |
| CB                | 33 | Larrys Mabiala    | 44' |       |
| CB                | 13 | Dario Župarić     |     |       |
| LB                | 4  | Jorge Villafaña   | 73' |       |
| CM                | 21 | Diego Chará       | 70' |       |
| CM                | 30 | Eryk Williamson   |     |       |
| RW                | 44 | Marvin Loría      |     | 67'   |
| AM                | 8  | Diego Valeri (C)  |     | 90+1' |
| LW                | 10 | Sebastián Blanco  |     | 89'   |
| CF                | 17 | Jeremy Ebobisse   |     | 67'   |
| Náhradníci:       |    |                   |     |       |
| GK                | 1  | Jeff Attinella    |     |       |
| GK                | 31 | Aljaž Ivačič      |     |       |
| DF                | 18 | Julio Cascante    |     |       |
| DF                | 25 | Bill Tuiloma      |     | 90+1' |
| DF                | 28 | Pablo Bonilla     |     |       |
| DF                | 32 | Marco Farfan      |     |       |
| MF                | 19 | Tomás Conechny    |     |       |
| MF                | 22 | Cristhian Paredes |     |       |
| MF                | 40 | Renzo Zambrano    |     |       |
| FW                | 7  | Andy Polo         |     | 67'   |
| FW                | 9  | Felipe Mora       |     | 89'   |
| FW                | 11 | Jarosław Niezgoda |     | 67'   |
| Trenér:           |    |                   |     |       |
| Giovanni Savarese |    |                   |     |       |

| GK           | 1  | Pedro Gallese    |     |     |
| RB           | 2  | Ruan             | 85' | 87' |
| CB           | 25 | Antônio Carlos   | 47' |     |
| CB           | 6  | Robin Jansson    |     |     |
| LB           | 4  | João Moutinho    | 63' |     |
| CM           | 20 | Oriol Rosell     |     | 79' |
| CM           | 8  | Jhegson Méndez   |     | 71' |
| RW           | 9  | Chris Mueller    |     | 71' |
| AM           | 10 | Mauricio Pereyra |     |     |
| LW           | 17 | Nani (C)         | 73' |     |
| CF           | 13 | Tesho Akindele   |     | 78' |
| Náhradníci:  |    |                  |     |     |
| GK           | 23 | Brian Rowe       |     |     |
| DF           | 3  | Alex DeJohn      |     |     |
| DF           | 15 | Rodrigo Schlegel |     |     |
| DF           | 24 | Kyle Smith       |     | 87' |
| DF           | 27 | Kamal Miller     |     |     |
| MF           | 11 | Júnior Urso      |     | 71' |
| MF           | 21 | Andrés Perea     |     |     |
| MF           | 34 | Joey DeZart      |     |     |
| MF           | 77 | Robinho          |     |     |
| FW           | 18 | Daryl Dike       |     | 78' |
| FW           | 19 | Benji Michel     |     | 71' |
| FW           | 29 | Santiago Patiño  |     | 79' |
| Trenér:      |    |                  |     |     |
| Óscar Pareja |    |                  |     |     |